# پروبولینگو
پروبولینگو (اندونزیایی: Probolinggo) شهری در استان جاوه شرقی کشور اندونزی است. جمعیت این شهر بر اساس سرشماری سال ۱۹۹۰ میلادی، ۱۷۶٫۹۰۶ نفر و بر اساس سرشماری سال ۲۰۰۰ میلادی، ۱۸۰٫۹۶۶ بوده که در سال ۲۰۰۷ میلادی به ۱۸۱٫۴۰۲ نفر افزایش یافته‌است.

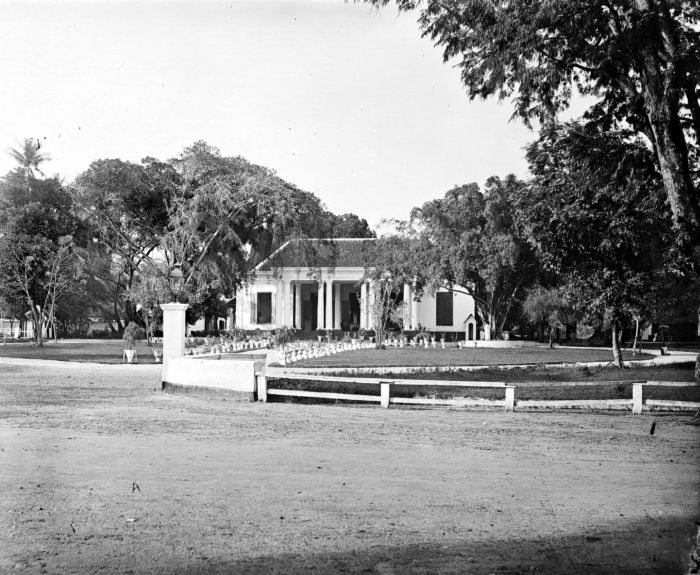